# 山王新田
山王新田（さんのうしんでん）は、茨城県つくばみらい市の地名。郵便番号は300-2332。
　

## 地理
つくばみらい市の南部に位置し、地内を茨城県道19号取手つくば線が通る。取手市藤代から取手つくば線を通り、小貝川に架かる二三成橋を渡ると隣の下平柳を越え、当市の山王新田に入る為、取手方面からの入口となっている。地内にはつくばみらい市立伊奈第一保育所がある。
東は神住新田・伊丹、西は谷井田、南は取手市配松、北は下島、南から西にかけては下平柳と接している。

## 世帯数と人口
2017年（平成29年）8月1日現在の世帯数と人口は以下の通りである。
| 大字     | 世帯数  | 人口  |
| -------- | ------- | ----- |
| 山王新田 | 404世帯 | 920人 |

## 交通
首都圏新都市鉄道つくばエクスプレス・関東鉄道常総線守谷駅、市内のみらい平駅や常磐線取手駅を結ぶ路線バスと、つくばみらい市コミュニティバス「みらい号」が地域内を走っている。
路線バス
地域内には「大橋」・「山王新田」の停留所がある。
| 系統 | 主要経由地                           | 行先       | 運行会社 |
| ---- | ------------------------------------ | ---------- | -------- |
|      | 山王局前・岡・白山8丁目              | 取手駅西口 | ■関鉄    |
|      | 谷井田中央・豊体・高波・みらい平駅   | 谷田部車庫 | ■関鉄    |
|      | 谷井田中央・豊体・筑波ゴルフ場・高岡 | 谷田部車庫 | ■関鉄    |
|      | 谷井田中央・豊体・小張・高波         | みらい平駅 | ■関鉄    |
|      | 谷井田中央・伊奈庁舎                 | 伊奈中央   | ■関鉄    |
|      | 谷井田中央・弥柳・けやき通り中央     | 守谷駅東口 | ■関鉄    |

コミュニティバス
地域内には「第一保育所前」、「七期住宅前」、「山王新田」、「山王新田農村公園入口」の4つの停留所がある。
| 系統 | 主要経由地                                       | 行先           | 運行会社 |
| --- | ------------------------------------------------ | -------------- | -------- |
| 南（右） | 伊奈庁舎・守谷駅東口・小張・高波                 | 循環みらい平駅 | ■関鉄    |
| 南（左） | きらくやまふれあいの丘・板橋小学校前・小張・高波 | 循環みらい平駅 | ■関鉄    |
| 備考 - 循環は循環路線 - 南（右）は、つくばみらい市コミュニティバスの系統。南は南ルート、（右）は右回りを意味する。 |                                                  |                |          |

## 小・中学校の学区
市立小・中学校に通う場合、学区は以下の通りとなる。
| 番地 | 小学校                     | 中学校                     |
| ---- | -------------------------- | -------------------------- |
| 全域 | つくばみらい市立三島小学校 | つくばみらい市立伊奈中学校 |

## 施設
- つくばみらい市立伊奈第一保育所
- 山王新田農林公園
- 日枝神社